# АНТ-25
АНТ-25 (также известен как РД — «рекорд дальности») — цельнометаллический свободнонесущий однодвигательный низкоплан с большим удлинением крыла. Первый в мире самолёт, совершивший трансполярный перелёт.

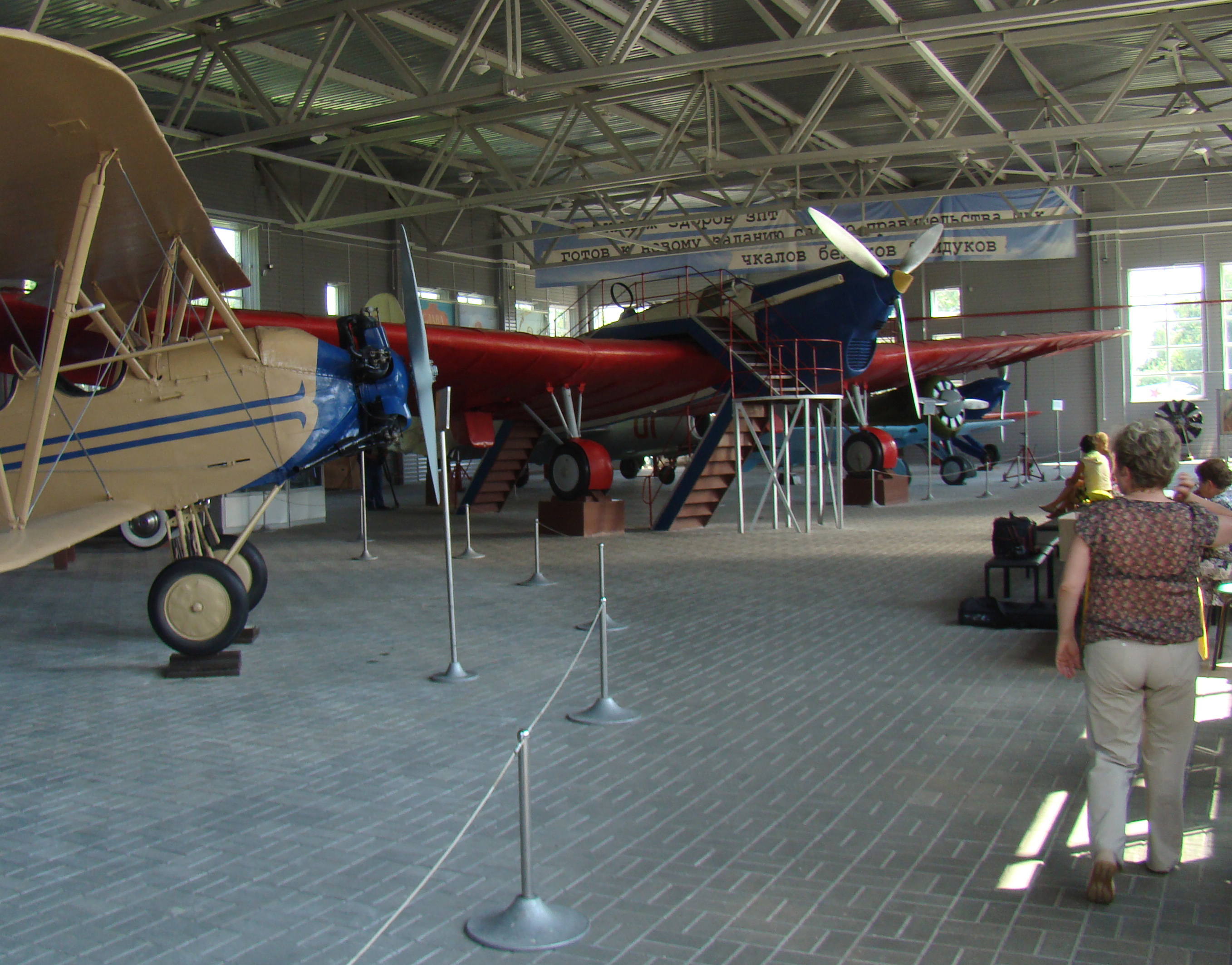
АНТ-25 в Музее Чкалова, город Чкаловск

Самолет РД (АНТ-25, «Рекорд дальности») был испытан 22 июня 1933 года. Он представлял собой цельнометаллический моноплан с одним двигателем М-34 (874 л.с.).

## История

### Создание
Идея рекордного самолёта возникла в ЦАГИ. В августе 1931 года при Реввоенсовете СССР образована комиссия по постройке, для которой А. Н. Туполев подготовил эскизный проект самолёта. 7 декабря 1931 года комиссия приняла решение о постройке самолёта и организации летом 1932 года полёта на предельную дальность 13000 км. Проект самолёта был закончен в июле 1932 года. Разработан в ЦАГИ бригадой П. О. Сухого под руководством А. Н. Туполева.
Постройка самолёта началась 1 июня 1932 года. Первый полёт с двигателем М-34 без редуктора состоялся 22 июня 1933 года под управлением М. М. Громова. Постройка самолёта-дублёра с двигателем М-34Р, оснащённого редуктором, началась в августе 1932 г. Первый полёт дублёра состоялся 10 сентября 1933 года также под управлением М. М. Громова.

### Испытания
Испытания самолётов проводились почти одновременно. Испытания показали, что с двигателем без редуктора продолжительность полёта составляет 48 часов, дальность — 7200 км, а дальность дублёра не превышает 10800 км. Проектные данные не были достигнуты. Гофрированная обшивка крыла и оперения создавала избыточное сопротивление. Было решено обтянуть крыло, оперение поверх гофра полотном и покрыть полотно аэролаком. В 1934 году экипаж в составе М. М. Громова, И. Т. Спирина и А. И. Филина начал выполнять регулярные испытательные полёты на дублёре АНТ-25. При лётных испытаниях в первой половине 1934 года определено существенное улучшение лётных характеристик. Расчётная (по расходу топлива) продолжительность полёта дублёра могла достичь 80,4 часов, а дальность — 13020 км.
Из КБ Туполева АНТ-25 вышел совсем не с теми лётно-техническими характеристиками и надёжностью, с которыми он потом выполнял свои рекордные перелёты. В НИИ ВВС в 1934 году к перелёту на побитие рекорда дальности готовились два экземпляра АНТ-25: первый готовил А. И. Филин, второй — И. Ф. Петров.
Благодаря постановке специального карбюратора, обтяжке гофрированных крыльев полотном, полировке поверхности выступающих частей, установке авиадвигателя с редуктором, дальность полёта АНТ-25 была увеличена с 7,5…8 до 12…12,5 тыс. километров.. Л. Л. Селяков в своих воспоминаниях отметил, что автором идеи обтянуть гофрированную обшивку самолёта полотном был М. А. Тайц (тогда ещё молодой инженер ЦАГИ):

Интересно напомнить, что это Макс Аркадьевич Тайц порекомендовал Андрею Николаевичу Туполеву, с целью улучшения аэродинамики, обшить крыло самолёта АНТ-25 поверх гофра полотном, что и было выполнено. Самолёт прибавил 1000 км дальности.

### Рекорды
На этом самолёте было совершено несколько рекордных полётов.
10—12 сентября 1934 года полёт по замкнутому маршруту Москва—Рязань—Тула—Харьков—Москва (командир экипажа — М. М. Громов, второй пилот — А. И. Филин, штурман — И. Т. Спирин). При выполнении этого полёта установлены мировой рекорд дальности — 12 411 км и всесоюзный рекорд продолжительности — 75 часов. Установленный мировой рекорд не был официально оформлен, поскольку СССР не являлся членом Международной авиационной федерации (ФАИ).
3 августа 1935 года самолёт АНТ-25 с экипажем в составе С. А. Леваневского (командир), Г. Ф. Байдукова (второй пилот) и В. А. Левченко (штурман) предпринял попытку совершить беспосадочный перелёт по маршруту Москва — Северный полюс — Сан-Франциско, о чём было торжественно объявлено заранее (успели даже выпустить памятную почтовую марку), однако после преодоления около 2000 километров в кабину пилота стало протекать масло. Леваневский вернулся и сел на аэродроме в посёлке Кречевицы под Новгородом. Причина вытекания оказалась простой: масла в бак налили слишком много, оно начало пениться, а его излишки — просачиваться в кабину.
20 июля 1936 года стартовал перелёт из Москвы на Дальний Восток (командир экипажа — В. П. Чкалов, второй пилот — Г. Ф. Байдуков, штурман — А. В. Беляков).
Перелёт протяжённостью 9375 км продолжался 56 часов до посадки на песчаной косе острова Удд в Охотском море.
18 июня 1937 года самолёт АНТ-25 взлетел со Щёлковского аэродрома и совершил беспосадочный перелёт по маршруту Москва — Северный полюс — Соединённые Штаты Америки, с приземлением на аэродроме Пирсона в Ванкувере, штат Вашингтон (командир экипажа — В. П. Чкалов, второй пилот — Г. Ф. Байдуков, штурман — А. В. Беляков).
12 июля 1937 года второй самолёт АНТ-25 взлетел со Щёлковского аэродрома и совершил беспосадочный перелёт по маршруту Москва — Северный полюс — Соединённые Штаты Америки, с приземлением на пастбище близ Сан-Джасинто, штат Калифорния (командир экипажа — М. М. Громов, второй пилот — А. Б. Юмашев, штурман — С. А. Данилин).
При выполнении этого перелёта установлены мировой рекорд дальности по прямой линии (10 148 км) и мировой рекорд дальности по ломаной линии (11 500 км).
В 1937 году АНТ-25 чкаловского экипажа был доставлен в разобранном виде на борту теплохода «Кооперация» из Гавра в Ленинград. Есть предположение, что из США в Гавр его перевёз лайнер «Нормандия».

## Конструкция[9]

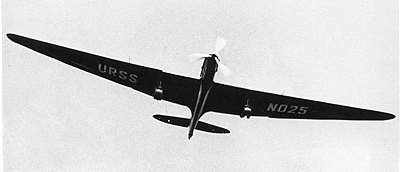
АНТ-25 в полёте

- Крыло — для увеличения подъёмной силы и снижения индуктивного сопротивления было применено крыло с большим относительным удлинением и сужением, что позволяло выполнять полёт самолёту с большой массой и небольшой крейсерской скоростью. Крыло было трехлонжеронным. Первые два лонжерона были связаны между собой топливными баками, а на третьем лонжероне были установлены узлы крепления элеронов. Размах крыла составлял 34 метра.
- Фюзеляж — состоял из двух частей: передней ферменной конструкции, состыкованный с центропланом крыла и хвостовой с нагруженной обшивкой. В передней и частично в хвостовой части фюзеляжа располагалась трёхместная кабина экипажа отделённая от двигателя противопожарной перегородкой. Двигатель крепился на мотораму в передней части фюзеляжа. В кабине экипажа располагались — рабочее место лётчика под прозрачным откидным фонарём, рабочее место штурмана с астролюком в верхней части фюзеляжа и рабочее место второго лётчика с обзором через иллюминаторы и с прозрачной верхней откидывающейся крышкой люка.
- Оперение — киль крепился к хвостовой части фюзеляжа, сразу после кабины экипажа, узлы крепления закрывались зализами. Стабилизатор устанавливался на киле и был переставной в полёте. Обшивка стабилизатора и киля была выполнена из гофрированного листового кольчугалюминия.
- Шасси — основные шасси полуубирающиеся, стойки и подкосы с масляновоздушной амортизацией и двойными тормозными колёсами. В убранном положении колёса основного шасси входили в хвостовую часть крыла наполовину и закрывались обтекателями. Хвостовое колесо также убиралось наполовину.
- Силовая установка — двигатель М-34Р с водяным охлаждением мощностью 900 л. с. Винт тянущий деревянный. Общий запас бензина — 6100 кг, масла — 350 кг.
- Оборудование — на самолёте было установлено самое совершенное по тому времени пилотажно-навигационное оборудование: авиагоризонт, гиромагнитный компас, гиро- и радиополукомпас, авиационный секстант, солнечный указатель курса. Бортовая радиостанция обеспечивала передачу сообщений с самолёта до 5000 км и позволяла пеленговать самолёт с земли до 2000 км. Установленное оборудование позволяло выполнять полёт в любое время дня и ночи при любой погоде.

## Военная модификация
Военная модификация АНТ-25 — боевой самолёт-бомбардировщик АНТ-36, войсковое обозначение «Дальний бомбардировщик первый» или ДБ-1, выпущен малой серией и поступил на вооружение ВВС РККА. Самолёт имел максимальную скорость 240 км/ч и бомбовую нагрузку 300 кг.

## Тактико-технические характеристики
Источник данных: The Osprey Encyclopaedia of Russian Aircraft 1875 – 1995

Технические характеристики
- Экипаж: 3 пилота
- Длина: 13,4 м
- Размах крыла: 34 м
- Высота:
- Масса пустого: 3 700 кг
- Максимальная взлётная масса: 8 000 кг
- Масса топлива во внутренних баках: 5 880 кг

Лётные характеристики
- Максимальная скорость: 246
- Боевой радиус: 7200 км
- Практический потолок: 2 100 м
- Статический потолок: 7850 м (с минимальной нагрузкой)

## Память

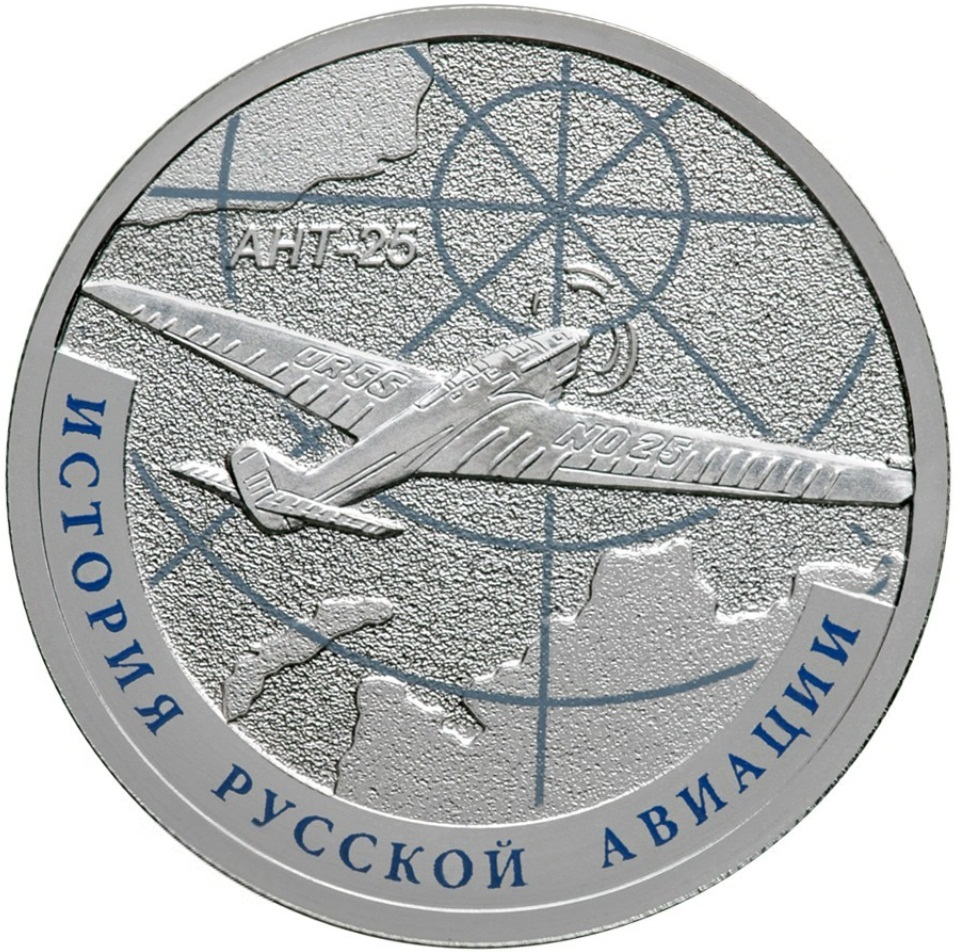
АНТ-25. Монета Банка России. 2013 г.

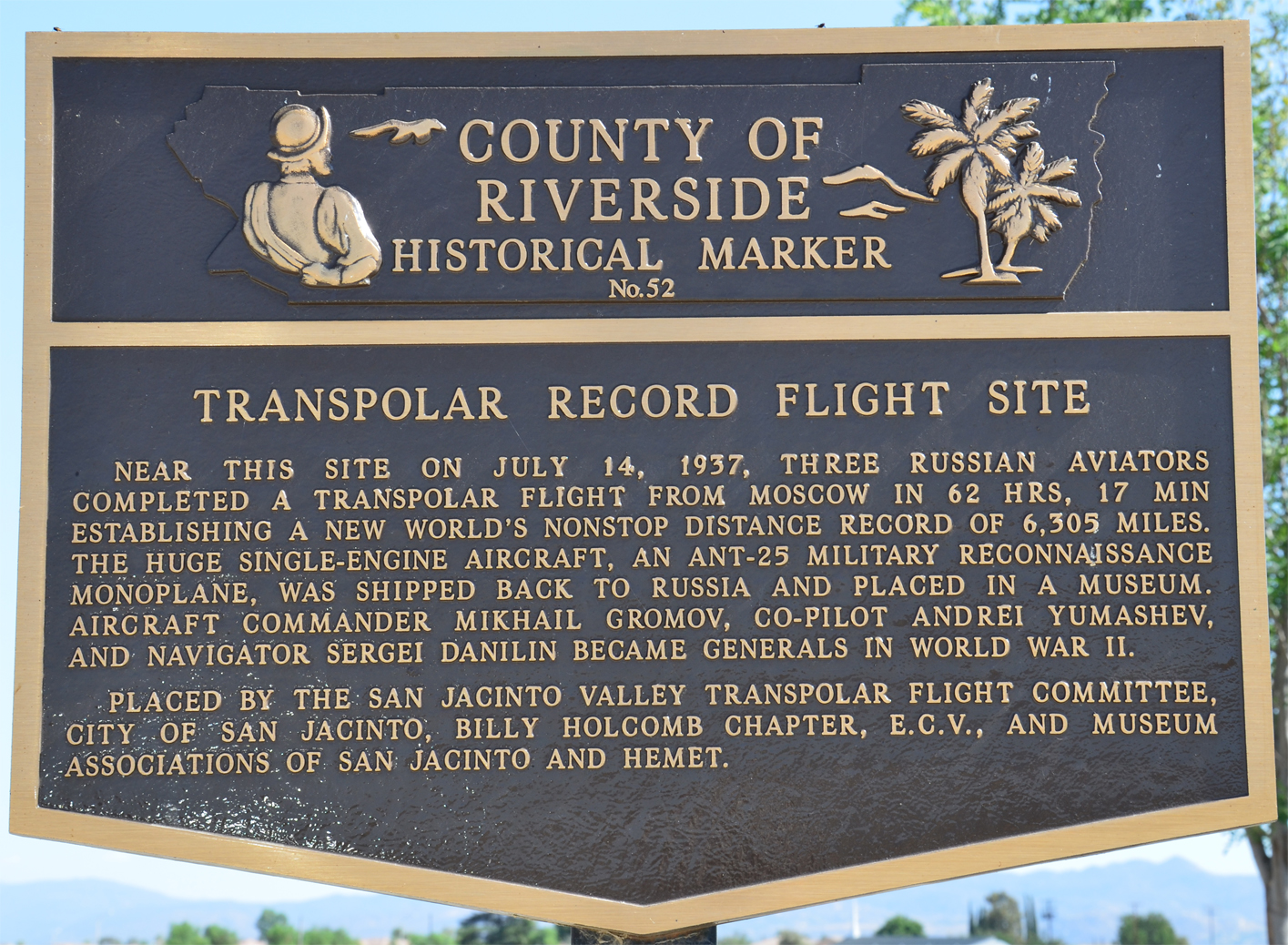
Памятная табличка в Сан-Джасинто

### Вфилателии
- В 1937 в СССР выпущена почтовая марка, посвящённая перелёту АНТ-25 «Рекордная дальность» из Евразии в Северную Америку через Северный полюс.
- В 1938 в СССР выпущена серия почтовых марок номиналом 20, 30 и 50 копеек различного цвета с портретами членов экипажа и маршрутом перелёта.

### Внумизматике
В 2013 ЦБ РФ выпустил монету (1 рубль, серебро 925) из серии «История русской авиации» с изображением на реверсе АНТ-25 над арктической акваторией и северным полюсом.

### Памятный знак
В Сан-Джасинто, США, установлен памятный знак — стела с памятной доской из бронзы, посвящённой беспосадочному полёту АНТ‑25 «рекордная дальность» из Евразии в Северную Америку через Северный полюс протяжённостью 10078 км, который совершил экипаж в составе Михаила Громова, Сергея Данилина и Андрея Юмашева. На доске — изображение самолёта и карта перелёта из Москвы в Сант-Джасинто. Стела установлена по инициативе американской общественности на средства, собранные по подписке путём добровольных пожертвований.